# Neochactas yekuanae
Espèce
Synonymes
- Broteochactas yekuanae González-Sponga, 1984

Neochactas yekuanae est une espèce de scorpions de la famille des Chactidae.

## Distribution
Cette espèce est endémique de l'État d'Amazonas au Venezuela. Elle se rencontre vers Atabapo.

## Systématique et taxinomie
Cette espèce a été décrite sous le protonyme Broteochactas yekuanae par González-Sponga en 1984. Elle est placée dans le genre Neochactas par Soleglad et Fet en 2003.

## Étymologie
Son nom d'espèce lui a été donné en référence aux Yecuana.

## Publication originale
- González-Sponga, 1984 : Tres nuevas especies de la Amazonia de Venezuela (Scorpionida: Chactidae). Boletin de la Academia de Ciencias Fisicas Matematicas y Naturales (Caracas), vol. 44, no 135/136, p. 142-165.